# Pyrofoor ijzer
Pyrofoor ijzer (letterlijk vuurmakend ijzer) is ijzer dat zo fijn is verdeeld, dat het spontaan en zeer snel oxideert wanneer het aan de lucht wordt blootgesteld. Bij deze zeer snelle reactie met de zuurstof uit de lucht komt zo snel zoveel energie vrij dat het materiaal opgloeit.
Deze proef is een mooi voorbeeld van hoe de verdelingsgraad van stoffen de reactiesnelheid kan beïnvloeden.
Pyrofoor ijzer kan worden gemaakt door thermolyse van  ijzeroxalaat.